# Каменка (Калінінградська область)
Каменка (рос. Каменка) — селище Гур'євського міського округу, Калінінградської області Росії. Входить до складу Луговського сільського поселення.
Населення — 17 осіб (2015 рік).

## Населення

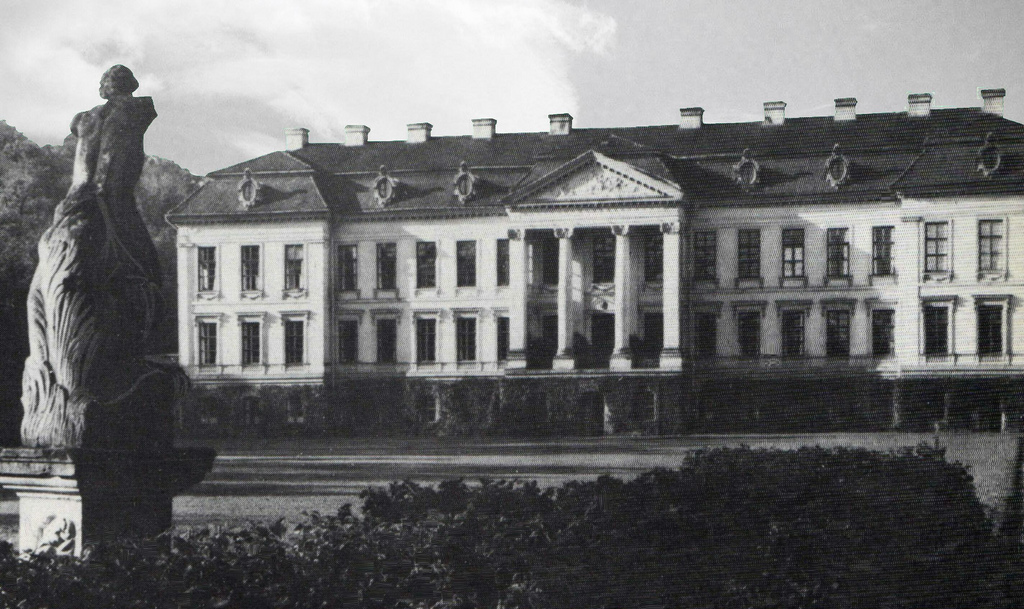
Schloss Friedrichstein, 1927

| 2002 | 2010 |
| ---- | ---- |
| 21   | ↘17  |